# رانی ون زنت
رانی ون زنت (انگلیسی: Ronnie Van Zant؛ ۱۵ ژانویهٔ ۱۹۴۸ – ۲۰ اکتبر ۱۹۷۷) یک موسیقی‌دان اهل ایالات متحده آمریکا بود. وی بین سال‌های ۱۹۶۴ تا ۱۹۷۷ میلادی فعالیت می‌کرد.